# Lac Charpeney
Pour les articles homonymes, voir Charpeney.
Le lac Charpeney est le principal plan d'eau douce à la tête de la rivière Saint-Jean Nord-Est (versant de la rivière Saint-Jean), coulant dans le territoire non organisé de Lac-Jérôme, dans la municipalité régionale de comté (MRC) Minganie, dans la région administrative de la Côte-Nord, dans la province de Québec, au Canada.

## Géographie
Le lac Charpeney comporte une longueur de 6,7 km, une largeur maximale de 1,6 km dans sa partie nord et une altitude de 541 m. Ce lac encaissé entre les montagnes, dans le territoire non organisé de Lac-Jérôme, comporte deux parties séparées entre elles par la Passe Kauapauakaht; la partie sud s'avère la plus longue. Ce lac est alimenté notamment par cinq décharges (venant de l'est) de ruisseaux, par la décharge (venant du sud) du lac Fauteux.
L'embouchure du lac Charpeney est localisée à:
- 74,4 km au sud-est de la limite entre le Labrador et le Québec;
- 46,7 km au nord de l'embouchure de la rivière Saint-Jean Nord-Est;
- 31,2 km au sud-ouest d'une courbe de la rivière Romaine;
- 95,7 km au nord-ouest du centre-ville de Havre-Saint-Pierre[1].

Le lac Charpeney se déverse dans sa partie Nord-Est. À partir de l’embouchure du lac Charpeney, le courant descend le cours de la rivière Saint-Jean Nord-Est sur 70,4 km, puis le cours de la rivière Saint-Jean (Minganie) sur 65,7 km, laquelle se déverse sur la rive nord du Golfe du Saint-Laurent.

## Toponymie
Le lac Charpeney et le canton de Charpeney ont la même origine. Ils évoquent l’œuvre de vie du père oblat Hyacinthe Auguste Charpeney (1822-1882). Charpeney a exercé comme missionnaire catholique sur la Côte-Nord en 1859-1960. Le toponyme a été officialisé le 5 décembre 1968 par le Gouvernement du Québec.